# BAFTA 2022
Os Prémios da Academia Britânica de Cinema de 2022, mais conhecido como BAFTA 2022, foi realizado em 13 de março no Royal Albert Hall em Londres e homenageou os melhores filmes e profissionais da indústria nacionais e estrangeiros de 2021.
A lista dos indicados foi divulgada em 3 de fevereiro.

## Vencedores e indicados
Os vencedores e indicados foram anunciados em 13 de março de 2022.
| Melhor Filme The Power of the Dog - Belfast - Don't Look Up - Dune - Licorice Pizza | Melhor Direção Jane Campion – The Power of the Dog - Aleem Khan – After Love - Audrey Diwan – L'Événement (Happening) - Julia Ducournau – Titane - Paul Thomas Anderson – Licorice Pizza - Ryūsuke Hamaguchi – Doraibu mai kā (Drive My Car) |
| Melhor Ator Will Smith – King Richard como Richard Williams - Adeel Akhtar – Ali & Ava como Ali - Benedict Cumberbatch – The Power of the Dog como Phil Burbank - Leonardo DiCaprio – Don't Look Up como Dr. Randall Mindy - Mahershala Ali – Swan Song como Cameron Turner - Stephen Graham – Boiling Point como Andy Jones | Melhor Atriz Joanna Scanlan – After Love como Mary Hussain - Alana Haim – Licorice Pizza como Alana Kane - Emilia Jones – CODA como Ruby Rossi - Lady Gaga – House of Gucci como Patrizia Reggiani - Renate Reinsve – Verdens verste menneske como Julie - Tessa Thompson – Passing como Irene Redfield |
| Melhor Ator Coadjuvante Troy Kotsur – CODA como Frank Rossi - Ciarán Hinds – Belfast como Pop - Jesse Plemons – The Power of the Dog como George Burbank - Kodi Smit-McPhee – The Power of the Dog como Peter Gordon - Mike Faist – West Side Story como Riff - Woody Norman – C'mon C'mon como Jesse | Melhor Atriz Coadjuvante Ariana DeBose – West Side Story como Anita - Ann Dowd – Mass como Linda - Aunjanue Ellis – King Richard como Oracene "Brandy" Price - Caitriona Balfe – Belfast como Ma - Jessie Buckley – The Lost Daughter como Young Leda Caruso - Ruth Negga – Passing como Clare Bellew |
| Melhor Roteiro Original Licorice Pizza – Paul Thomas Anderson - Being the Ricardos – Aaron Sorkin - Belfast – Kenneth Branagh - Don't Look Up – Adam McKay - King Richard – Zach Baylin | Melhor Roteiro Adaptado CODA – Sian Heder - Doraibu mai kā (Drive My Car) – Ryūsuke Hamaguchi e Takamasa Oe - Dune – Denis Villeneuve, Eric Roth e Jon Spaihts - The Lost Daughter – Maggie Gyllenhaal - The Power of the Dog – Jane Campion |
| Melhor Cinematografia Dune – Greig Fraser - Nightmare Alley – Dan Laustsen - No Time to Die – Linus Sandgren - The Power of the Dog – Ari Wegner - The Tragedy of Macbeth – Bruno Delbonnel | Melhor Estreia Britânica The Harder They Fall – Jeymes Samuel (Roteiro/Direção) [também escrito por Boaz Yakin] - After Love – Aleem Khan (Roteiro/Direção) - Boiling Point – James Cummings (Roteiro) e Hester Ruoff (Produção) [também escrito por Philip Barantini e produzido por Bart Ruspoli] - Keyboard Fantasies – Posy Dixon (Roteiro/Direção) e Liv Proctor (Produção) - Passing – Rebecca Hall (Roteiro/Direção)            |
| Melhor Filme Britânico Belfast – Kenneth Branagh, Laura Berwick, Becca Kovacik e Tamar Thomas - After Love – Aleem Khan e Matthieu de Braconier - Ali & Ava – Clio Barnard e Tracy O'Riordan - Boiling Point – Philip Barantini, Bart Ruspoli, Hester Ruoff e James Cummings - Cyrano – Joe Wright, Tim Bevan, Eric Fellner, Guy Heely e Erica Schmidt - Everybody's Talking About Jamie – Jonathan Butterell, Peter Carlton, Mark Herbert e Tom MacRae - House of Gucci – Ridley Scott, Mark Huffam, Giannina Scott, Kevin J. Walsh, Roberto Bentivegna e Becky Johnston - Last Night in Soho – Edgar Wright, Tim Bevan, Eric Fellner, Nira Park e Krysty Wilson-Cairns - No Time to Die – Cary Joji Fukunaga, Barbara Broccoli, Michael G. Wilson, Neal Purvis, Robert Wade e Phoebe Waller-Bridge - Passing – Rebecca Hall, Margot Hand, Nina Yang Bongiovi e Forest Whitaker | Melhor Documentário Summer of Soul (...Or, When the Revolution Could Not Be Televised) – Ahmir "Questlove" Thompson, David Dinerstein, Robert Fyvolent e Joseph Patel - Becoming Cousteau – Liz Garbus e Dan Cogan - Cow – Andrea Arnold e Kat Mansoor - Flugt – Jonas Poher Rasmussen e Monica Hellström - The Rescue – Elizabeth Chai Vasarhelyi, Jimmy Chin, John Battsek e P. J. van Sandwijk                                      |
| Melhor Trilha Sonora Dune – Hans Zimmer - Being the Ricardos – Daniel Pemberton - Don't Look Up – Nicholas Britell - The French Dispatch – Alexandre Desplat - The Power of the Dog – Jonny Greenwood | Melhor Som Dune – Ron Bartlett, Theo Green, Doug Hemphill, Mark Mangini e Mac Ruth - A Quiet Place Part II – Erik Aadahl, Michael Barosky, Brandon Proctor e Ethan Van der Ryn - Last Night in Soho – Tim Cavagin, Dan Morgan, Colin Nicolson e Julian Slater - No Time to Die – James Harrison, Simon Hayes, Paul Massey, Oliver Tarney e Mark Taylor - West Side Story – Brian Chumney, Tod A. Maitland, Andy Nelson e Gary Rydstrom |
| Melhor Design de Produção Dune – Patrice Vermette e Zsuzsanna Sipos - Cyrano – Sarah Greenwood e Katie Spencer - Nightmare Alley – Tamara Deverell e Shane Vieau - The French Dispatch – Adam Stockhausen e Rena DeAngelo - West Side Story – Adam Stockhausen e Rena DeAngelo | Melhores Efeitos Visuais Dune – Brian Connor, Paul Lambert, Tristan Myles e Gerd Nefzer - Free Guy – Swen Gillberg, Bryan Grill, Nikos Kalaitzidis e Dan Sudick - Ghostbusters: Afterlife – Aharon Bourland, Sheena Duggal, Pier Lefebvre e Alessandro Ongaro - The Matrix Resurrections – Tom Debenham, Huw J. Evans, Dan Glass e J.D. Schwalm - No Time to Die – Mark Bakowski, Chris Corbould, Joel Green e Charlie Noble           |
| Melhor Figurino Cruella – Jenny Beavan - Cyrano – Massimo Cantini Parrini - Dune – Robert Morgan e Jacqueline West - Nightmare Alley – Luís Sequeira - The French Dispatch – Milena Canonero | Melhor Maquiagem e Caracterização The Eyes of Tammy Faye – Linda Dowds, Stephanie Ingram e Justin Raleigh - Cruella – Naomi Donne e Nadia Stacey - Cyrano – Alessandro Bertolazzi e Siân Miller - Dune – Love Larson e Donald Mowat - House of Gucci – Frederic Aspiras, Jane Carboni, Giuliano Mariana e Sarah Nicole Tanno |
| Melhor Edição No Time to Die – Tom Cross e Elliot Graham - Belfast – Úna Ní Dhonghaíle - Dune – Joe Walker - Licorice Pizza – Andy Jurgensen - Summer of Soul (...Or, When the Revolution Could Not Be Televised) – Joshua L. Pearson | Melhor Filme Estrangeiro Doraibu mai kā – Ryūsuke Hamaguchi e Teruhisa Yamamoto - Madres paralelas – Pedro Almodóvar e Agustín Almodóvar - Petite Maman – Céline Sciamma e Bénédicte Couvreur - È stata la mano di Dio – Paolo Sorrentino e Lorenzo Mieli - Verdens verste menneske – Joachim Trier e Thomas Robsahm |
| Melhor Filme Animado Encanto – Jared Bush, Byron Howard, Yvett Merino e Clark Spencer - Flugt – Jonas Poher Rasmussen e Monica Hellström - Luca – Enrico Casarosa e Andrea Warren - The Mitchells vs. the Machines – Mike Rianda, Phil Lord e Christopher Miller | Melhor Curta-Metragem em Animação Do Not Feed the Pigeons – Jordi Morera - Affairs of the Art – Les Mills e Joanna Quinn - Night of the Living Dread – Danielle Goff, Hannah Kelso, Ida Melum e Laura Jayne Tunbridge |
| Melhor Curta-Metragem Britânico The Black Cop – Cherish Oleka - Femme – Sam H. Freeman, Ng Choon Ping, Sam Ritzenberg e Hayley Williams - The Palace – Jo Prichard - 'Stuffed – Joss Holden-Rea e Theo Rhys - Three Meetings of the Extraordinary Committee – Max Barron, Daniel Wheldon e Michael Woodward | Melhor Escolha de Elenco West Side Story – Cindy Tolan - Boiling Point – Carolyn McLeod - Dune – Francine Maisler - The Hand of God – Massimo Appolloni e Annamaria Sambucco - King Richard – Rich Delia e Avy Kaufman |
| Melhor Ator/Atriz em Ascensão (votado pelos fãs) Lashana Lynch - Harris Dickinson - Kodi Smit-McPhee - Ariana DeBose - Millicent Simmonds | BAFTA Fellowship |